# Andrés Bello (Mérida)
Pour les articles homonymes, voir Andrés Bello (homonymie).
Andrés Bello est l'une des vingt-trois municipalités de l'État de Mérida au Venezuela. Son chef-lieu est La Azulita. En 2011, la population s'élève à 14 238 habitants.

## Géographie

### Subdivisions
Selon l'Institut national de statistique et contrairement à la plupart des municipalités du pays, la municipalité d'Andrés Bello ne comporte aucune paroisse civile.

## Étymologie
La municipalité est nommée en l'honneur de l'écrivain et humaniste vénézuélien Andrés Bello (1781-1865).